# ستيف براون
ستيف براون (بالإنجليزية: Steve Brown) (6 ديسمبر 1973 في المملكة المتحدة - ) هو لاعب كرة قدم بريطاني في مركز الهجوم. لعب مع كولتشستر يونايتد وماكليسفيلد تاون ونادي ساوثيند يونايتد ونادي غيلينغهام ولينكولن سيتي أف سي ونادي دوفر أتليتيك.

## وصلات خارجية
- ستيف براون على موقع قاعدة بيانات كرة القدم.إي يو (الإنجليزية)